# Cosmophasis gemmans
Cosmophasis gemmans es una especie de araña saltarina del género Cosmophasis, de la familia Salticidae, orden Araneae.

## Distribución
Se distribuye por Asia: Indonesia (Sumatra).

## Taxonomía
Fue descrita por Thorell en 1890 y publicada en Thorell, T. (1890). Diagnoses aranearum aliquot novarum in Indo-Malesia inventarum. Annali Del Museo Civico Di Storia Naturale Di Genova 30: 132-, 172.